# 藍絲帶調查
藍絲帶調查（韓語：블루리본 서베이），是大韓民國首爾每年發行的美食評鑑，被視為首爾市的米其林指南或戈和米約。

## 介紹
自2005年開始的評鑑制度，針對品味、氣氛、服務、價格滿意度、創意和傳統等方向做評比，評鑑分為大眾騎士（일반인 기사단）和專家騎士（전문ラ 기사단），不過到了2019年的時候，藍絲帶調查廢除專業評鑑，理由是大眾評鑑的水準已經很高，不再需要透過專業人士的協助，就能為首爾找出很好的餐廳指南。
2015年起，藍絲帶調查也仿效米其林指南，針對優秀的廚師給予藍絲帶獎，得獎的廚師和藍絲帶的背書，藉以提升首爾的餐廳水準。
目前藍絲帶調查已經從以前的紙本發行，改為付費的APP上架，對於旅遊或是找查各地餐廳，變得更為容易。

## 相關連結
- 紙本發行：韓国ブルー リボン サーベイ公認 ソウルのおいしい店220軒
- 官方APP：블루리본 서베이 – 서울과 전국의 맛집 （页面存档备份，存于）
- 官方網站：Blue Ribbon Survey （页面存档备份，存于）